# Rocío Muñoz-Cobo
Rocío Muñoz-Cobo (Madrid, 5 de octubre de 1971) es una actriz y presentadora española.

## Biografía
Después de licenciarse en Derecho, estudió Arte Dramático en el Estudio de Juan Carlos Corazza y comenzó a buscar trabajo en el mundo de la actuación. 
Comienza siendo azafata en el popular programa El Semáforo. 
Luego pasó a trabajar en Música sí, 40 Principales y Canal Internacional como presentadora. 
En 2003 trabaja en su primera película Pacto de brujas, de Javier Elorrieta. 
En 2004 trabaja en Fuera del cuerpo, un largometraje de Vicente Peñarrocha. 
En 2005 trabaja en la serie Lobos de Antena 3. Será en ese año cuando crezca su popularidad al conseguir un papel destacado en El comisario, la serie más veterana de la televisión española en esos momentos. Además, en 2005, presenta La mandrágora, programa sobre teatro que se emite en La 2 de Televisión Española. 
Tiene estrenadas las películas Nodo, de Elio Quiroga y Prime Time, de Luis Calvo, rodadas en 2006 y 2008 respectivamente.
Durante 2009 colabora en la serie de José Corbacho y Juan Cruz, Pelotas, que se emite en La 1 y ha hecho su primer papel cómico en Bicho malo (nunca muere), una producción para Neox. 
En mayo de 2011 se incorporó al reparto de El secreto de Puente Viejo con el papel de la Duquesa Eloísa de Caldas 
En enero de 2013 da vida a Carmen Gijón, la dueña de un prostíbulo encubierto, en Amar es para siempre en Antena 3, continuación de la exitosa Amar en tiempos revueltos.
Durante el 2014 se centró en el teatro representando a Lady Macbeth en La pensión de las pulgas, trabajo que le valió la Candidatura a la Protagonista Femenina de los Premios Max.
Desde febrero del 2015 coprotagoniza Alma de Arturo Turón en el teatro y ese mismo año rueda a las órdenes de Rodrigo Sorogoyen, Que Dios nos perdone, un largometraje que ve la luz en el 2016.
En 2016, produce e interpreta junto con Joaquin Climent, Ella en mi cabeza, una obra teatral bajo la dirección de Gabriel Olivares.
En 2017, rueda la película Reír y Llorar con la dirección de Ibon Cormenzana en el personaje de Laura, mujer de Carlos Bardem.
En 2018, protagoniza Las bicicletas son para el verano en teatro y entra a formar parte del elenco de Élite, serie de Netflix rodada en España. 
En 2019, rueda la primera temporada de Madres la nueva apuesta de Telecinco y la segunda temporada de Elite.
En el 2021 graba la serie  La edad de la ira que se emitirá en el 2022 en Atresmedia.
Desde entonces ha participado en la series La Caja de Arena, La Favorita 1922 y Vestidas de Azul y en.la nueva película de Daniel Calparsoro, Mikaela, que verá la luz a en enero del 2025.
Actualmente se encuentra inmersa en la grabación de la serie de La Promesa como la condesa de Carril  y del rodaje de un largometraje del que todavía no tenemos información.

## Filmografía

### Televisión

#### Como intérprete
- Tío Willy, como una enfermera (1999)
- Lobos, como Julia (2005)
- El comisario, como Eva Ríos Sandoval (2005-2009)
- Pelotas, como Pura (2009)
- Bicho malo (nunca muere), como Marta (2009)
- El secreto de Puente Viejo, como Eloísa de Caldas (2011)
- La que se avecina, un episodio: Un espetero hostelero, una agonía rural y unas gotitas de burundanga (2013)
- Amar es para siempre, como Carmen Gijón Taboada (2013)
- Víctor Ros, como Tula. TV movie (2013)
- Élite, como Laura Osuna (2018-2020)
- Madres, como Kira Pastor (2020)
- La edad de la ira (2022)
- La Promesa, como Doña Amalia de la Vera Duquesa de Carril (2024)

#### Como presentadora
- El Semáforo, en La 1 de TVE (1995-1999)
- 40 principales, en Canal + (1997)
- Música sí, en La 1 de TVE (1998-2000)
- Continuidad, en TVE Internacional (2003-2005)
- Cita con el cine español, en TVE Internacional (2005)
- La mandrágora, en La 2 de TVE (2005-2007)

### Largometrajes
- La pradera de la muerte, como Ana. (1998)
- Pacto de brujas, como Eulalia. Dir. Javier Elorrieta (2003)
- Fuera del cuerpo, como Rosa/Carmen. Dir. Vicente Peñarrocha (2004)
- Prime time, como Alicia. Dir. Luis Calvo (2008)
- NO-DO, como Jean. Dir. Elio Quiroga (2009)
- Que Dios nos perdone, como Juana. Dir. Rodrigo Sorogoyen (2015)

### Cortometrajes
- Cita, como Blanca. Dir. Luis López Varona (1996)
- La mañana siguiente. Dir. Santiago Duarte (2006)
- Paredes, como la vecina. Dir. Jorge Galerón (2008)
- La última secuencia, como Marcela. Dir. Arturo Ruiz y Toni Bestard (2010)

### Teatro
- Amor a medias. Dir. Ricard Reguant (1999)
- Nuestro pueblo. Dir. Juan Carlos Corazza (2003)
- Presencias, de Secun de la Rosa. Dir. Benja de la Rosa (2012)
- La ofuscada, de Secun de la Rosa. Dir. Benja de la Rosa (2012)
- MBIG, como Lady Macbeth. Dir. José Martret (2013-2014)
- Alma como Elisabeth. Dir. Arturo Turón. (2015)